# بيير موندي
بيير موندي (من مواليد بيير كوك؛ 10 فبراير 1925 - 15 سبتمبر 2012) كان ممثلًا ومخرجًا سينمائيًا ومسرحيًا فرنسيًا.